# 한길체
한길체는 무상으로 사용 가능한 서체로 도로명판 및 건물번호판의 사용을 위하여 행정안전부, 국토해양부 그리고 한국디자인진흥원이 개발하였으며 산돌커뮤니케이션에서 제작하였다.
서체의 활용 목적 및 내용을 한국디자인진흥원에 통보 후 사용 가능하다.

## 개요
2010년부터 고속도로용 표지판, 도로명 표지판에 쓰이고 있다. 로마자와 숫자는 Panno에서 따온 것이다.

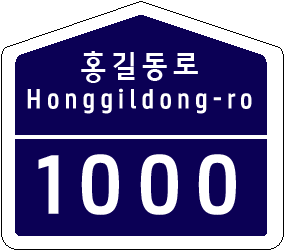
도로명 건물번호 표지판 사용.
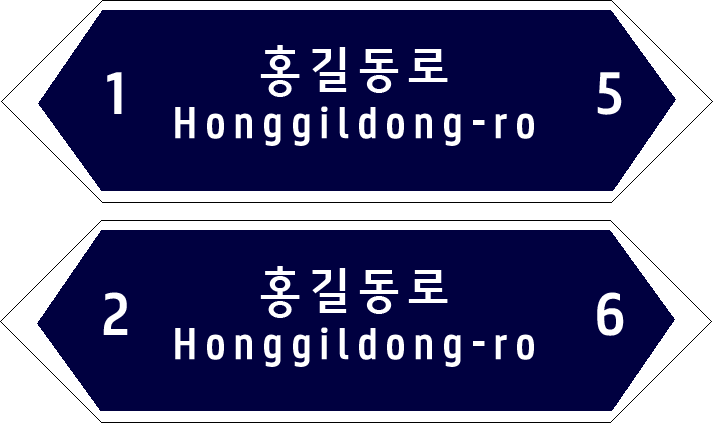
도로명 홀수와 짝수 표지판 사용.
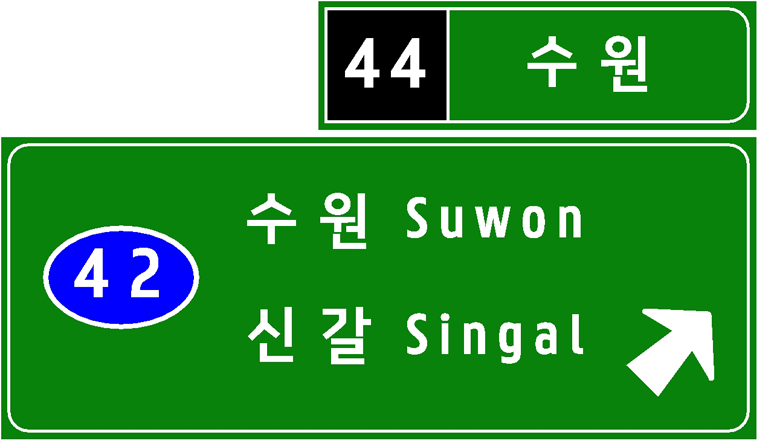
고속도로 출구점 예고표지 사용.